# انساب الاشراف
اَنْسابُ الاَشْراف عنوان اثری در تاریخ سدۀ نخست اسلام و اَنساب عرب، تألیف احمد بن یحیی بلاذری (د ۲۷۹ق‌/،، ) است.

## موضوع
این کتاب که می‌توان آن را بزرگ‌ترین اثر تاریخی برجای مانده از سدۀ سوم هجریِ قمری دانست، به رغم نامش تنها نَسَب‌نامه نیست، بلکه موضوع نسب‌شناسی در برابر اطلاعات گرانبهای تاریخی و جنبۀ تاریخ‌نگاری آن، حجم اندکی را شامل می‌شود. در واقع، انساب الاشراف، یک دورۀ تاریخ سدۀ اول هجری بر مبنای «انساب» عرب است و می‌توان گفت که چنین شیوه‌ای در تاریخ‌نگاری مسلمانان در سدۀ سوم به‌گونه‌ای که بلاذری در این اثر در پیش گرفت، تکرار نشد. 

### اطلاق اشراف برای بزرگان عرب
عنوان «اشراف» — با آنکه در قرون پس از بلاذری، لفظ «شریف» بر منسوبان به اهل بیت پیامبر اسلام یا اعضای قبیله قریش اطلاق می‌شد — در این کتاب بلاذری ناظر به گروه خاصی از اعراب نیست؛ بلکه به گفته محققان، اَشراف در اینجا به‌طور مطلق بزرگان عرب و احتمالاً شامل کسانی است که از نژاد خالص عرب بوده‌اند.

### مطالب کتاب
کتاب انساب الاشراف، بدان گونه که اینک در دست داریم، بدون مقدمه چنین آغاز می‌شود: «قال احمد بن یحیی بن جابر: اَخبرنی جماعة من اهل العلم بالکتب قالوا…» مؤلف پس از بیان نسب نوح و فرزندان او، بلافاصله به ذکر انساب عرب پرداخته، و از آن‌جا که نسب یپامبر اسلام از عدنان آغاز می‌شود، یک یک نیاکان پیامبر را نام برده، و همراه آن به اختصار از دیگر فرزندان عدنان سخن رانده‌است. بدین گونه، پس از ذکر انساب و اخبار مربوط به اجداد پیامبر اسلام، به‌سیرة او پرداخته، و در پایان همین فصل بخشی را نیز به «سقیفه» اختصاص داده‌است، سپس دوباره از نیای پیامبر، عبدالمطلب، یاد می‌کند و فرزندان آنها را یک یک نام می‌برد و اخبار هر یک را می‌آورد. اخبار مربوط به دورة خلافت علی بن ابی طالب، پس از سیره نبوی، از بزرگ‌ترین بخشهای انساب الاشراف است. پس از ذکر انساب و اخبار بنی‌هاشم بن عبدمناف، به اخبار و انساب بنی عبدشمس بن عبدمناف می‌پردازد و بدین گونه، نسب قریش پایان می‌پذیرد. در ذکر فرزندان الیاس بن مُضَر، به روش پیشین خود، به یاد کردِ اخبار و انساب ادامه می‌دهد تا به نسب قبیله ثقیف و اخبار و انساب برخی رجال این قبیله می‌رسد و از جمله فصل بزرگی را به حجاج بن یوسف اختصاص می‌دهد، اما کتاب در همین‌جا ظاهراً به سبب وفات مؤلف، پایان می‌پذیرد و حتی انساب قبایل قیسی نیز کامل یاد نشده‌است.

## زمان نگارش
به نظر می‌رسد که بلاذری، پس از جمع‌آوری مواد گوناگون، در سالهای پایانی عمر خود به نگارش انساب الاشراف به صورتی که اینک در دست داریم، پرداخته‌است. ناتمام ماندن کتاب نیز این حدس را تأیید می‌کند و به هر حال، یقیناً نگارش قسمت اعظم آن، پس از آثار دیگرش صورت گرفته‌است، زیرا وی در چند جای انساب الاشراف صریحاً از کتاب دیگر خود در باب «بُلدان» یاد می‌کند که شاید مقصود فتوح البلدان موجود باشد.

## نسخه‌ها
از انساب الاشراف، نسخه‌های کاملِ متعددی در دست نیست، یا هنوز شناسایی نشده‌است. گذشته از چند نسخه خطی پراکنده از چند بخش از کتاب، تاکنون دو نسخه کامل از آن، یکی در ترکیه و دیگری در مغرب شناسایی شده، و همانها اساس چاپهای کامل یا ناقص محققان این کتاب قرار گرفته‌است، از آن جمله:محمد حمیدالله (ج ۱، قاهره، ۱۹۵۹م)، محمدباقر محمودی (ج ۲، بیروت، ۱۳۹۴ق)، همو (بخشی از ج ۳، بیروت، ۱۳۹۷ق)، عبدالعزیز طباطبایی، در الحسین و السنّة (مطالب مربوط به امام حسین (ع)، قم، مطبعة مهر)، عبدالعزیز دوری (بخش دوم، ج ۳ (۲)، بیروت، ۱۳۹۸ق)، ماکس شلوزینگر (ج ۴ (۱)، بیت‌المقدس، ۱۹۷۱م)، همو (ج ۴ (۲)، بیت‌المقدس، ۱۹۳۸م)، گویتین (ج ۵، بیت‌المقدس، ۱۹۳۶م)، احسان عباس (ویرایش مجدد ۳ مجلد چاپ شده در بیت‌المقدس، بیروت، ۱۴۰۰ق)، آلوارت (ج ۱۱ زیر عنوان «جلد یازدهم از تاریخ یک مؤلف مجهول»، گرایفسوالد، آلمان، ۱۸۸۳م)، احسان صدقی العمد (بخش مربوط به ابوبکر و عمر، کویت، ۱۹۸۹م)، سهیل زکار و ریاض زرکلی (تمام کتاب در ۱۳ مجلد، زیر عنوان جمل من انساب الاشراف، بیروت، ۱۴۱۷ق)